# Andreý Travïn
Andreý Vladïmïrovïç Travïn (in kazako Андрей Владимирович Травин?, in russo Андрей Владимирович Травин?, Andrej Vladimirovič Travin; 27 aprile 1979) è un ex calciatore kazako, di ruolo centrocampista.

## Palmarès

### Club

#### Competizioni nazionali
- Coppa del Kazakistan: 1

Qaırat: 1999-2000